# Chautauqua, Kansas
Chautauqua är en ort i Chautauqua County i Kansas. Vid 2010 års folkräkning hade Chautauqua 111 invånare.